# Domenico Tardini
Domenico Tardini (Roma, 29 febbraio 1888 – Città del Vaticano, 30 luglio 1961) è stato un cardinale e arcivescovo cattolico italiano, Segretario di Stato dal 14 dicembre 1958 alla morte.

## Biografia
Domenico Tardini studiò teologia e filosofia nel Pontificio Seminario Romano Maggiore. Ordinato sacerdote il 20 settembre 1912, si occupò negli anni seguenti della formazione dei nuovi sacerdoti sia presso il seminario sia nel Collegio Urbano di Propaganda Fide, ma fu altresì impegnato nella cura pastorale nel centro e alla periferia di Roma. Entrò nella Curia Romana nel 1921 nella Congregazione per gli affari ecclesiastici straordinari. Dal 1923 al 1929 fu assistente dell'Azione Cattolica, per poi ritornare alla Congregazione per gli Affari Ecclesiastici Straordinari quale Sotto-Segretario e dal 1937 come Segretario. Insieme con monsignor Montini (il futuro papa Paolo VI) fu Sostituto Segretario di Stato e dal 1944 Pro-Segretario.
Già dal 1935 collaborava pure con la Segreteria di Stato, della quale fu nominato nel 1952 Pro-Segretario per gli affari straordinari. Nel 1946 ideò l'istituzione culturale "Villa Nazareth", costituita in Fondazione da papa Giovanni XXIII nel 1963. Nel 1958, appena eletto papa, Giovanni XXIII nominò Tardini Segretario di Stato. Il 14 dicembre 1958 venne nominato arcivescovo titolare di Laodicea di Siria in vista della sua nomina a cardinale, avvenuta nel concistoro del 15 dicembre 1958, il primo di papa Giovanni. Sembra che Tardini avesse rinunciato precedentemente alla porpora offertagli da Pio XII nel 1953.
La consacrazione episcopale avvenne il 27 dicembre dello stesso anno, la celebrazione venne officiata dal papa stesso. Nel 1959 Giovanni XXIII lo nominò arciprete della Basilica di San Pietro. Continuò a ricoprire la carica di Segretario di Stato fino alla sua morte, avvenuta a causa di un attacco cardiaco il 30 luglio 1961. Nonostante l'importante ruolo ricoperto, egli aveva continuato a definirsi semplicemente un prete romano. Domenico Tardini è sepolto nel monastero carmelitano di Vetralla.

## Genealogia episcopale e successione apostolica
La genealogia episcopale è:
- Cardinale Scipione Rebiba
- Cardinale Giulio Antonio Santori
- Cardinale Girolamo Bernerio, O.P.
- Arcivescovo Galeazzo Sanvitale
- Cardinale Ludovico Ludovisi
- Cardinale Luigi Caetani
- Cardinale Ulderico Carpegna
- Cardinale Paluzzo Paluzzi Altieri degli Albertoni
- Papa Benedetto XIII
- Papa Benedetto XIV
- Papa Clemente XIII
- Cardinale Bernardino Giraud
- Cardinale Alessandro Mattei
- Cardinale Pietro Francesco Galleffi
- Cardinale Filippo de Angelis
- Cardinale Amilcare Malagola
- Cardinale Giovanni Tacci Porcelli
- Papa Giovanni XXIII
- Cardinale Domenico Tardini

La successione apostolica è:
- Vescovo Manuel Fernández-Conde y García del Rebollar (1959)
- Arcivescovo Gastone Mojaisky Perrelli (1959)